# ХК Југра
ХК Југра (рус. Хоккейный клуб «Югра») професионални је руски хокејашки клуб из града Ханти-Мансијска који се тренутно такмичи у Континенталној хокејашкој лиги (почев од сезоне 2010/11).
Клуб је основан 2006. и првобитно се такмичио у Вишој хокејашкој лиги Русије.
Утакмице на домаћем терену игра у Југра арени капацитета 5.500 седећих места за утајмице хокеја на леду.

## Историјат клуба
Клуб је основан 2006. средствима локалне самоуправе са циљем промоција и развоја спорта у граду и регији. Исте године (сезона 2006/07) постаје професионалним спортским тимом и узима учешће у друголигашком такмичењу где осваја прво место. У сезони 2007/08. Југра се такмичи у првој дивизији националног шампионата и поново осваја прво место и промоцију у ВХЛ. У ВХЛ лиги клуб се такмичио током две сезоне (2008/09. и 2009/10) и у оба наврата освајао победничке титуле.
Године 2009. отворена је и нова модерна Арена Југра капацитета 5.500 седећих места.
Од сезоне 2010/11. Југра постаје делом Континенталне хокејашке лиге у којој је заменила екипу Ладе из Тољатија. У првој сезони у најјачпј хокејашкој лиги у Европи, екипа Југре завршава лигашки део такмичења на 10. месту (5. место источне конференције) са 87 бодова и оверава пласман у плејоф. У доигравању изгубили су у првом колу од екипе Металурга из Магнитогорска са 4:2 у серији. Најефикаснији играч екипе у премијерној КХЛ сезони био је Иван Хлинцев са учинком од 29 поена (11 голова и 18 асистенција).
И наредне сезоне 2011/12. успели су да остваре пласман у доигравање након што су у лигашком делу такмичења освојили 14. место (8. место конференције). У доигравању овај пут успешнији је био Трактор из Чељабинска са укупно 4:1. Исте године формиран је и јуниорски састав Мамути Југре који се такмичи у јуниорској верзији КХЛ лиге.

## Успеси и титуле
- Руска прва лига - победник 2008 (1);
- Виша хокејашка лига - победник 2009, 2010 (2).

## Статистике наступа у КХЛ лиги
| Сезона   | УТ | Поб | ППр. | ППе. | ИПе. | ИПр. | Изг | Бод | Гол разлика | Плас. | Плејоф                      |
| -------- | -- | --- | ---- | ---- | ---- | ---- | --- | --- | ----------- | ----- | --------------------------- |
| 2010/11. | 54 | 22  | 0    | 6    | 6    | 3    | 17  | 87  | 145 : 151   | 10    | Прво коло: 2:4 Металург Мг. |
| 2011/12. | 54 | 19  | 1    | 8    | 4    | 3    | 19  | 83  | 139-134     | 14    | Прво коло: 1:4 Трактор      |
| 2012/13. | 52 | 19  | 4    | 3    | 3    | 0    | 23  | 74  | 153-163     | 17    | Нису се пласирали.          |

УТ - одиграно утакмица; Поб - број победа; ППр - победа након продужетка; ППе - победа након пенала; ИПе - пораз након пенала; ИПр - пораз након продужетка; Изг - пораз; Бод - освојених бодова у лигашком делу; Плас. - позиција након лигашког дела.